# Cot Serampeng
Cot Serampeng är ett berg i Indonesien.   Det ligger i provinsen Aceh, i den västra delen av landet, 1 800 km nordväst om huvudstaden Jakarta. Toppen på Cot Serampeng är 480 meter över havet.
Terrängen runt Cot Serampeng är varierad.Runt Cot Serampeng är det tätbefolkat, med 276 invånare per kvadratkilometer. Närmaste större samhälle är Banda Aceh, 18,2 km norr om Cot Serampeng. Omgivningarna runt Cot Serampeng är en mosaik av jordbruksmark och naturlig växtlighet.